# 705
El 705 (DCCV) fou un any comú començat en dijous del calendari julià.

## Esdeveniments
- Joan VII escollit papa
- Construcció de la gran mesquita de Damasc

## Necrològiques
- 17 de setembre - Lieja: Mort (assassinat) del bisbe Lambert de Lieja